# Margo Van Puyvelde
Margo Van Puyvelde (21 december  1995) is een Belgische voormalige atlete, die gespecialiseerd was in de sprint en het hordelopen. Ze werd eenmaal Belgisch kampioene.

## Loopbaan
Van Puyvelde werd in 2017 Belgisch indoorkampioene op de 400 m. Ze klopte Olivia Borlée met een persoonlijk record. Op de Gouden Spike-meeting in Leiden won ze de 400 m horden, eveneens met een persoonlijk record. 
Begin juni 2018 werd ze tweede op de Putbosmeeting in Oordegem in een persoonlijk record van 56,34 s. Daarmee voldeed ze aan het minimum voor deelname aan de Europese kampioenschappen later dat jaar in Berlijn.  Twee weken later verbeterde ze samen met Hanne Claes, Cynthia Bolingo Mbongo en Camille Laus tijdens een meeting in Bern het 38 jaar oude Belgische record op de 4 x 400 m estafette naar 3.29,06. Ook deze chrono voldeed aan het minimum voor deelname aan de Europese kampioenschappen.
Begin 2024 kondigde Van Puyvelde na verschillende jaren met allerlei blessures haar afscheid aan.
Van Puyvelde was aangesloten bij de Koninklijke Atletiek Sport Vereniging Oudenaarde (KASVO).

## Belgische kampioenschappen
Indoor
| Onderdeel | Jaar |
| --------- | ---- |
| 400 m     | 2017 |

## Persoonlijke records
Outdoor
| Onderdeel    | Prestatie | Datum        | Plaats   |
| ------------ | --------- | ------------ | -------- |
| 400 m        | 52,25 s   | 14 juli 2018 | Kortrijk |
| 400 m horden | 55,95 s   | 21 juli 2018 | Heusden  |

Indoor
| Onderdeel | Prestatie | Datum            | Plaats |
| --------- | --------- | ---------------- | ------ |
| 400 m     | 53,73 s   | 18 februari 2017 | Gent   |

## Palmares

### 400 m
- 2017:  BK AC indoor – 53,73 s
- 2019:  BK indoor AC – 54,68 s

Diamond League-resultaten
- 2020: 8e Memorial Van Damme - 54,32 s

### 400 m horden
- 2017:  Gouden Spike te Leiden – 57,56 s
- 2017:  BK AC – 57,05 s
- 2017: 5e EK U23 in Bydgoszcz - 57,12 s
- 2017: 7e Universiade te Taipei - 58,47 s (in serie 57,81 s)
- 2018:  BK AC – 56,13 s
- 2018: DNS in ½ fin. EK te Berlijn (in serie 56,70 s)

### 4 × 400 m
- 2019: 5e EK indoor – 3.32,46 (NR)
- 2021: 7e World Athletics Relays in Chorzów - 3.37,66 (3.28,27 in reeksen)